# Saint-René Taillandier

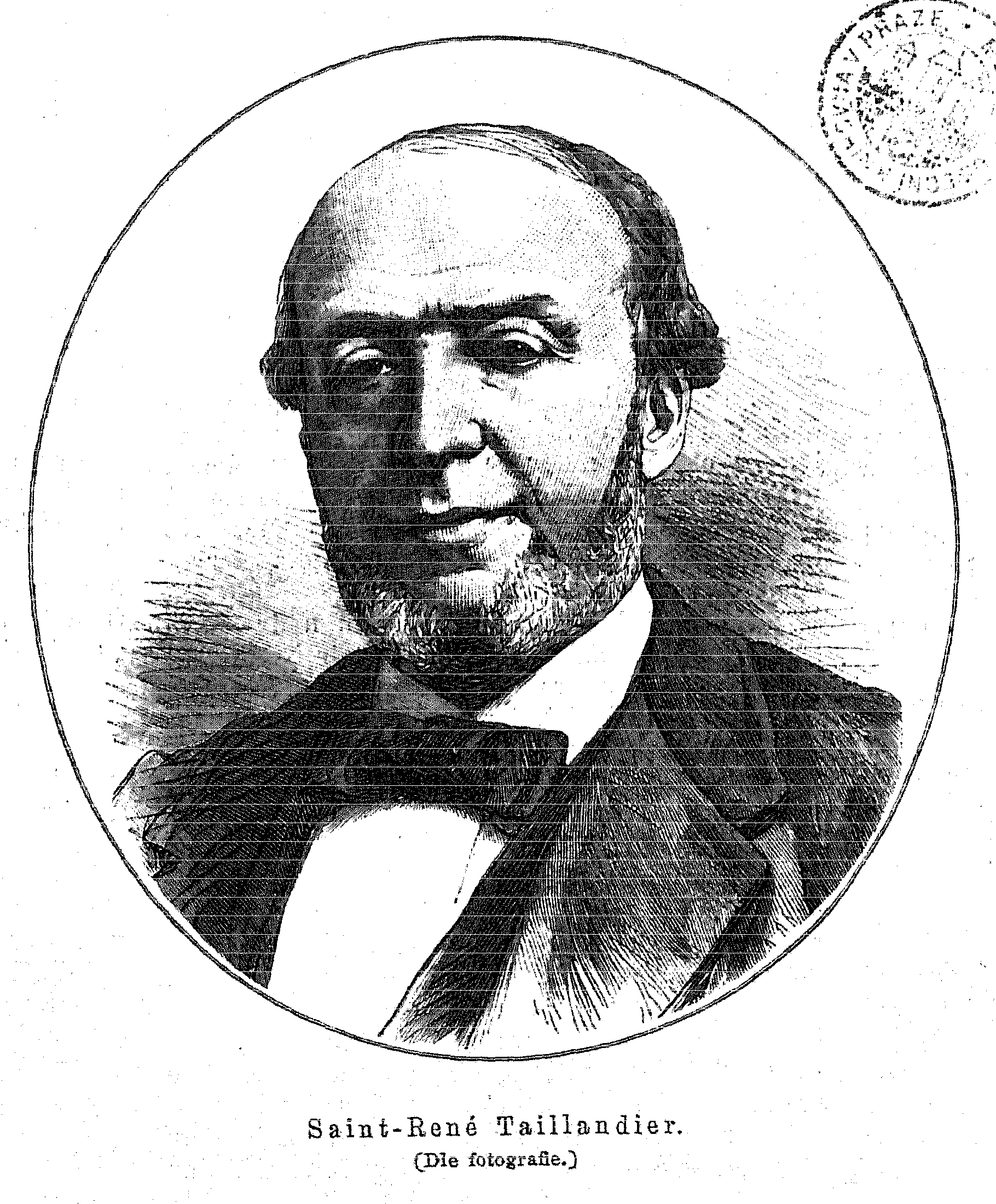
Saint-René Taillandier 1879.

Saint-René Taillandier (* 16. Dezember 1817 in Paris; † 22. Februar 1879 ebenda) war ein französischer Romanist, Komparatist und Historiker.

## Leben und Werk
René Gaspard Ernest Taillandier, Sohn des Dichters René Taillandier (1786–1867), studierte u. a. in Heidelberg und München. Ab 1841 lehrte er an der Universität Straßburg. Er habilitierte sich 1843 in Paris mit den beiden Thèses Scot Érigène Johannes Scottus Eriugena, Straßburg/Paris 1843, und De Summa providentia res humanas administrante quid senserint prioris Ecclesiae scriptores, et quae fuerit apud eos hujus doctrinae fortuna et incrementum. Dissertatio academica (Paris 1843) und lehrte  an der Universität Montpellier, von 1846 bis 1863 als Professor. Dann wurde er an die Sorbonne berufen und war dort ab 1868 auf dem Lehrstuhl für Rhetorik. 1870 war er zu Beginn der Dritten Republik Staatssekretär im Unterrichtsministerium. Ab November 1872 durfte er offiziell den Namen Saint-René Taillandier annehmen. 1874 wurde er in die Académie française aufgenommen.
Er publizierte ab 1846 regelmäßig in der Revue des Deux Mondes und fasste seine Beiträge zu zahlreichen Büchern zusammen. Neben der französischen galt sein besonderes Interesse der europäischen Literatur und Geschichte. Er nahm wohlwollend Anteil am Aufstreben der neuprovenzalischen Literatur ab 1852 und der Bewegung des Félibrige.

## Werke
- Béatrice. Poème, Paris 1840
- Histoire de la jeune Allemagne. Études littéraires, Paris 1848
- Études sur la révolution en Allemagne, 2 Bde., Paris 1853
- Allemagne et Russie. Etudes historiques et littéraires, Paris 1856
- Histoire et philosophie religieuse. Études et fragments, Paris 1859
- Littérature étrangère. Écrivains et poètes modernes, Paris 1861
- La Comtesse d’Albany, Paris 1862
- (Hrsg.)  Correspondance entre Goethe et Schiller, 2 Bde., Paris 1863
- Maurice de Saxe, Paris 1865, 1870
- Tchèques et Magyars. Bohême et Hongrie. XVe siècle–XIXe siècle, Paris 1869
- Drames et romans de la vie littéraire. La comtesse d’Ahlefeldt, Henri et Charlotte Stieglitz, Henri de Kleist, Paris 1871
- La Serbie. Kara-George et Milosch, Paris 1872 (serbisch 1999)
- Le Général Philippe de Ségur. Sa vie et son temps, Paris 1875
- Dix ans de l’histoire d’Allemagne. Origines du nouvel empire d’après la correspondance de Frédéric-Guillaume IV et du baron de Bunsen (1847–1857), Paris 1875
- Les Destinées de la nouvelle poésie provençale, in: Revue des Deux mondes 1. Dezember 1876; Paris 1881
- Les Renégats de 89. Souvenirs du cours d’éloquence française à la Sorbonne, Paris 1877
- Le Roi Léopold et la Reine Victoria. Récits d’histoire contemporaine, 2 Bde., Paris 1878
- Études littéraires. Un poète comique du temps de Molière (Boursault. Sa vie et ses œuvres). La Renaissance de la poésie provençale, Paris 1881
- (Übersetzer) Heinrich Heine, Allemagne. Un conte d’hiver / Deutschland. Ein Wintermärchen, Villers-Cotterêts 2013 (zweisprachig)